# Liga Suprema de Ucrania 2001-02
La Liga Suprema de Ucrania 2001-02 fue la 11.ª edición del campeonato de fútbol de máximo nivel en Ucrania. Shajtar Donetsk ganó el campeonato poniendo fin a las nueve ligas consecutivas ganadas por el Dinamo Kiev.

## Tabla de posiciones
|     | Equipo                | Pts | PJ | PG | PE | PP | GF | GC |
| --- | --------------------- | --- | -- | -- | -- | -- | -- | -- |
| 1.  | Shajtar Donetsk       | 66  | 26 | 20 | 6  | 0  | 49 | 10 |
| 2.  | Dinamo Kiev           | 65  | 26 | 20 | 5  | 1  | 62 | 9  |
| 3.  | Metalurg Donetsk      | 42  | 26 | 12 | 6  | 8  | 38 | 28 |
| 4.  | Metalurg Zaporizhia   | 40  | 26 | 11 | 7  | 8  | 25 | 22 |
| 5.  | Metalist Járkov       | 40  | 26 | 11 | 7  | 8  | 35 | 36 |
| 6.  | Dnipro Dnipropetrovsk | 40  | 26 | 11 | 7  | 8  | 30 | 20 |
| 7.  | Tavriya Simferopol    | 30  | 26 | 8  | 6  | 12 | 27 | 36 |
| 8.  | Karpaty Lviv          | 29  | 26 | 7  | 8  | 11 | 19 | 31 |
| 9.  | Kryvbas Kryvyi Rih    | 28  | 26 | 6  | 10 | 10 | 28 | 40 |
| 10. | Illichivets Mariupol  | 26  | 26 | 6  | 8  | 12 | 29 | 42 |
| 11. | Vorskla Poltava       | 25  | 26 | 6  | 7  | 13 | 19 | 33 |
| 12. | Arsenal Kiev          | 23  | 26 | 6  | 5  | 15 | 18 | 28 |
| 13. | Polihraftechnika      | 23  | 26 | 5  | 8  | 13 | 21 | 39 |
| 14. | Zakarpattia Uzhhorod  | 21  | 26 | 5  | 6  | 15 | 23 | 49 |

|  | Fase de grupos de la Liga de Campeones       |
|  | Tercera ronda previa de la Liga de Campeones |
|  | Primera ronda de la Copa de la UEFA          |
|  | Ronda previa de la Copa de la UEFA           |
|  | Promoción por no descender                   |
|  | Descenso a la Persha Liha                    |

## Máximos goleadores
| Serhiy Shischenko    | Metalurg Donetsk              | 12 (2) |
| Vitali Pushkutsa     | Metalist Járkov               | 11 (1) |
| Olexandr Meláschenko | Dinamo Kiev                   | 9      |
| Andriy Vorobei       | Shajtar Donetsk               | 9      |
| Valentín Belkévich   | Dinamo Kiev                   | 9(1)   |
| Florin Cernat        | Dinamo Kiev                   | 9 (1)  |
| Vasil Gigiadze       | Tavriya Simferopol            | 9 (7)  |
| Ígor Prodan          | Zakarpattia Uzhhorod          | 8      |
| Serhiy Chuichenko    | Polihraftekhnika Oleksandriya | 8(3)   |
| Gennadi Zubov        | Shajtar Donetsk               | 8 (4)  |